# Current Allergy and Asthma Reports
Current Allergy and Asthma Reports, abgekürzt Curr. Allergy Asthma Rep., ist eine wissenschaftliche Fachzeitschrift, die vom Springer-Verlag veröffentlicht wird. Derzeit erscheint die Zeitschrift mit sechs Ausgaben im Jahr. Es werden Arbeiten aus den Bereichen der Allergie und Asthma veröffentlicht.
Der Impact Factor lag im Jahr 2014 bei 2,765. Nach der Statistik des ISI Web of Knowledge wird das Journal mit diesem Impact Factor in der Kategorie Allergie an neunter Stelle von 24 Zeitschriften und in der Kategorie Immunologie an 73. Stelle von 148 Zeitschriften geführt.